# Wollmersdorf (Gemeinde Drosendorf-Zissersdorf)
Wollmersdorf ist eine Ortschaft und eine Katastralgemeinde der Stadtgemeinde Drosendorf-Zissersdorf im Bezirk Horn im niederösterreichischen Waldviertel mit 29 Einwohnern (Stand 1. Jänner 2024).

## Geografie
Das im Südwesten des Gemeindegebietes an der Landesstraße L1180 liegende Dorf entwässert über den Brunngrabenbach in die Thaya, die im Nordwesten vorüberfließt. Am 1. April 2020 umfasste die kleine Ortschaft 8 Adressen. Westlich der Straße nach Zettenreith befand sich früher die Franzenshütte, in der Graphit gefördert wurde.

## Geschichte
Die ausreichend bestifteten Bewohner befassten sich neben ihren landwirtschaftlichen Tätigkeiten auch mit der Kalkbrennerei, berichtete Schweickhardt. Sie ernteten Roggen, Hafer, Weizen, Gerste und Hülsenfrüchte, weiters Erdäpfel und Rüben sowie Klee, den sie verfütterten. Die Viehzucht war nicht unbedeutend.
Im Jahr 1822 wurde der Ort als Dorf mit sieben Häusern genannt, das nach Zissersdorf eingepfarrt war, wohin auch die Kinder eingeschult wurden. Die Herrschaft Drosendorf besaß die Ortsobrigkeit, übte die Landgerichtsbarkeit aus, besorgte die Konskription und hatte die Grundherrschaft inne.
Laut Adressbuch von Österreich war im Jahr 1938 in Wollmersdorf ein Schmied ansässig, weiters gab es ein Graphitbergwerk.